# Titularbistum Cariana
Cariana ist ein Titularbistum der römisch-katholischen Kirche. 
Das Bistum Carianensis war in der römischen Provinz Africa bei Byzacena (Bizacena) angesiedelt, in der heutigen Sahelregion von Tunesien. Zwei kleinere Provinzen, Byzacena und Tripolitanien wurden gegen Ende des 3. Jahrhunderts n. Chr. von dem römischen Kaiser Diokletian im Rahmen seiner Verwaltungsreformen von der großen Provinz Africa abgetrennt. 590 wurde die Byzacena Teil des Exarchates von Karthago.

## Liste der Titularbischöfe
- Tadeusz Pawel Zakrzewski (1938–1946), Weihbischof in Łomża
- René van Heusden SDB (1947–1958), Apostolischer Vikar von Sakania
- Charles Salatka (1961–1968), Weihbischof in Grand Rapids
- Aníbal Muñoz Duque (1968–1972), Koadjutorerzbischof von Bogotá
- Marcial Augusto Ramírez Ponce (1972–1998), Weihbischof in Caracas
- Everardus de Jong, seit 1998, Weihbischof in Roermond